# U.S. Route 178
La U.S. Route 178 (US 178) est une US Route auxiliaire de la US 78. Elle parcourt 240,49 miles (387,03 km) depuis Rosman, Caroline du Nord jusqu'à Dorchester, Caroline du Sud.

## Description du tracé

### Caroline du Nord
La US 178 débute à Rosman à la jonction avec la US 64. Elle ne parcourt que 6,35 miles (10,22 km) en Caroline du Nord avant d'atteindre la frontière de la Caroline du Sud, au sud de Rosman.

### Caroline du Sud
La route entre dans l'état près de Rosman, NC. Elle se dirige vers le sud et atteint Pickens et Liberty. Plus au sud, elle arrive à Anderson, où elle forme un multiplex avec la US 76 ainsi qu'avec la US 29. Elle adopte un alignement davantage vers le sud-est et passe par Belton, Honea Path et Hodges, où elle rejoint la US 25 jusqu'à Greenwood. Là, elle forme aussi un multiplex avec la US 221. La US 178 se rend à Saluda et y rencontre la US 378. La route continue son tracé et passe par Batesburg-Leesville, Pelion, North, Orangeburg et Harleyville. Entre cette ville et Ridgeville, la US 178 prend fin à la jonction avec la US 78.

## Intersections majeures
Caroline du Nord
 US 64 à Rosman
Caroline du Sud
 US 123 à Liberty
 I-85 près d'Anderson
 US 76 à Anderson. Les routes forment un multiplex jusqu'à Honea Path.
 US 29 à Anderson. Les routes forment un multiplex dans la ville.
 US 25 à Hodges. Les routes forment un multiplex jusqu'au sud-est de Greenwood.
 US 221 à Greenwood. Les routes forment un multiplex dans la ville.
 US 378 à Saluda
 US 1 à Batesburg-Leesville
 I-20 près de Batesburg-Leesville
 US 321 à North
 US 21 à Orangeburg
 US 601 à Orangeburg
 US 301 à Orangeburg
 I-95 près de Saint George
 US 15 près de Saint George
 US 78 près de Ridgeville